# Camiguin (Babuyan-Inseln)
Camiguin, auch Camiguin Island, ist eine Insel in der Provinz Cagayan auf den Philippinen. Sie gehört zum Archipel der Babuyan-Inseln und liegt etwa 45 km vor der Nordküste der Insel Luzon, in der Luzonstraße. Die Insel hat eine Fläche von circa 166 km² und wird von der Stadtgemeinde Calayan verwaltet. Auf der Insel liegen die Barangay Balatubat, Naguilian und Minabel. Sie hatten im Jahr 2007 zusammen 4582 Einwohner. Auf Insel liegen fünf Schulen die Minabel Elementary School, Naguilian Elementary School, Balatubat Elementary School, Calayan High School-Camiguin Annex und die Lyceum of Camiguin.
Camiguin hat eine Form die einem Faustkeil ähnelt, mit einer Länge von 29 km und eine Breite von 18 km. Die Küstenlinie der Insel wird von flachen und tief eingeschnittenen Buchten geprägt. Die Topographie der Insel wird von einer gebirgigen Landschaft mit steilen Hügelketten gekennzeichnet, im Inselzentrum steigt das Gelände bis auf 828 Meter über den Meeresspiegel. Im Süden der Insel liegt der 712 Meter hohe aktive Vulkan Camiguin de Babuyanes. Der Pflanzenwuchs der Insel besteht teilweise aus dichter, tropischer Vegetation, im Inselinneren steht ein tropischer Flachlandregenwald, während die Hänge des Camiguin de Babuyanes mit einer dichten Grassavannenlandschaft bedeckt ist. Intensiv landwirtschaftlich genutzte Flächen beschränken sich entlang der Fluss- und Bachläufe im Norden und Westen der Insel.
Von der Flora und Fauna ist relativ wenig bekannt, die einzige bekannte endemische Tierart auf Camiguin ist die Gewöhnliche Wolfszahnnatter (Lycodon bibonius). Eine weitere Reptilienart ist der Varanus marmoratus und an größeren Säugetieren der Fleckenmusang (Paradoxurus hermaphroditus). An Nutzpflanzen sind die Pandanus tectorius, Kokospalmen und Bananengewächse (Musaceae) bekannt.
Von Juli bis Oktober können Taifune auftreten. Von August bis November fallen die stärksten Niederschläge. Von Dezember bis Mai liegt die Insel unter den Einfluss des trockeneren Nord-West Monsuns. Die wärmsten Monate sind von Mai bis September.
Westlich liegt Fuga Island in ca. 34 km, nordwestlich liegt Dalupiri Island in ca. 70 km, und Calayan Island in 55 km Entfernung von der Insel. Die Insel kann über den Hafen von Aparri erreicht werden. 22 km nordöstlich liegt die Vulkaninsel Didicas.